# بازدهی آنتن
در تئوری آنتن بازدهی آنتن اغلب به معنای بازدهی تابشی است. در زمینه آنتن‌ها، اغلب فقط از «بازدهی» صحبت می‌شود. این یک اندازه‌گیری از بازدهی الکتریکی است که با آن یک آنتن رادیویی، قدرت فرکانس رادیویی دریافت شده در پایانه‌های خود را به توان تابشی تبدیل می‌کند. به همین ترتیب، در یک آنتن گیرنده، میزان توان موج رادیویی که با آنتن گرفته شده که در واقع به صورت سیگنال الکتریکی تحویل داده شده، را بیان می‌کند. این نباید با بازدهی دهانه که برای آنتن دهانه‌ای مانند بازتابنده پارابولیک کاربرد دارد اشتباه گرفته شود.

## تعریف
بازده تابش توسط IEEE Std 145-1993 تعریف شده‌است «تعریف استاندارد اصطلاحات آنتن» به عنوان «نسبت توان کل تابش یافته توسط آنتن به قدرت خالص دریافت شده توسط آنتن از فرستنده متصل شده». بعضی اوقات به صورت درصد (کمتر از ۱۰۰) بیان می‌شود و به فرکانس وابسته است. همچنین می‌توان آن را در دسی‌بل تعریف کرد.